# Мамаев, Егор Петрович

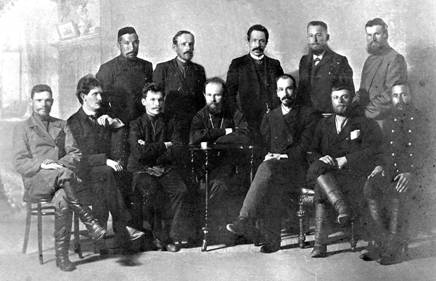
Члены государственной Думы Первого созыва от Вятской губернии. Слева - направо, сидят: С. Я. Тумбусов, В. С. Нечаев, П. Ф. Целоусов, о. Н. В. Огнёв, И. Н. Овчинников, И. О. Кузнецов, Е. П. Мамаев; стоят: Ш. Х. Хусаинов, Н. И. Бирюков, С. В. Ложкин, П. А. Садырин, В. С. Вихарев.

Егор Петрович Мамаев (1868 — ?) — крестьянин, прапорщик в отставке, депутат Государственной думы Российской империи I созыва от Вятской губернии.

## Биография
Крестьянин деревни Морозовская Морозовской волости Вятской губернии. Грамоте научился на военной службе. Зауряд-прапорщик. Был награждён двумя георгиевскими крестами IV степени. Политическая позиция на момент выборов в Думу определялась как «прогрессист, внепартийный».
15 апреля 1906 избран в Государственную думу Российской империи I созывов от общего состава выборщиков Вятского губернского избирательного собрания. По одним сведениям в Думе вошёл в состав Трудовой группы, однако сами "трудовики" в своём издании «Работы Первой Государственной Думы» отнесли Мамаева к беспартийным. Успел выступить по аграрной проблеме, защищая необходимость дополнительного наделения селян землей. Выступал также и по сословному вопросу. Подписал заявление об ограничении времени речей по аграрному вопросу. Поставил свою подпись под рядом запросов, в том числе о содержании в российских тюрьмах политических заключенных, по вопросу о ссыльных революционерах, по проблеме реформирования судебной системы, о состоянии армии и по дилемме о смертной казни.
Дальнейшая судьба и дата смерти неизвестны.